# Тернопільська загальноосвітня школа № 22
Тернопільська загальноосвітня школа І-ІІІ ступенів № 22 — середній освітній комунальний навчальний заклад Тернопільської міської ради в м. Тернополі Тернопільської області.

## Історія
Школа заснована в 1986 році.

## Сучасність
У 37 класах школи навчається 1051 учень.
У школі викладають англійську мову.

## Педагогічний колектив
- Олег Андрійович Климчук — директор

### Працювали
- Олександр Остапчук — вчитель трудового навчання в 1986—1991; заступник директора з виховної роботи в 1991—1993

## Відомі учні
- Віталій Лотоцький (1979—2015) — український військовик, старший сержант роти матеріального забезпечення 128-ї гірсько-піхотної бригади, учасник російсько-української війни 2014—2017.